# Tarsiidae
I Tarsidi (Tarsiidae (Gray, 1825)) sono una famiglia di piccoli primati notturni diffusi nel sud est asiatico. 

## Descrizione

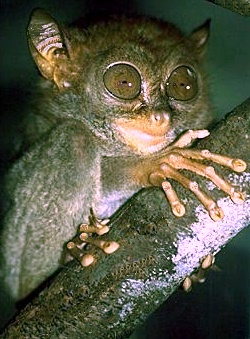
Tarsio delle Filippine
(Carlito syrichta)

### Dimensioni
Sono piccoli animali con la lunghezza della testa e del corpo tra 85 e 160 mm, la lunghezza della coda tra 135 e 275 mm e un peso fino a 165 g.

### Aspetto
Il corpo è snello, con una grossa testa rotonda, una coda molto più lunga dell'intero corpo e priva di peli, eccetto un ciuffo presente all'estremità. La pelliccia è particolarmente setosa e in alcune parti del corpo è piuttosto rada, le parti dorsali variano dal giallo-brunastro al bruno-grigiastro o marrone scuro, mentre quelle ventrali sono grigiastre o giallastre. Gli enormi occhi sono la caratteristica più evidente dei membri della famiglia, raggiungendo talvolta un diametro di 1,6 cm, ma nonostante questa sia derivata dalle loro abitudini prevalentemente notturne, la retina è priva del tapetum lucidum. Il muso è piccolo, provvisto di un naso rivestito di peluria intorno ai margini delle narici, il collo è corto, le orecchie sono membranose e prive di peli. Gli arti anteriori sono brevi, mentre quelli posteriori sono distintamente allungati, in particolare i tarsi, peculiarità dalla quale deriva il nome della famiglia. Le dita sono lunghe con dei polpastrelli rigonfi, utilizzati per aggrapparsi a qualsiasi superficie e sono munite di unghie appiattite, eccetto il secondo e terzo dito i quali hanno dei piccoli artigli, utilizzati principalmente per pettinarsi la pelliccia. L'alluce è ben sviluppato e completamente opponibile, il pollice notevolmente meno. Le femmine hanno 2-3 paia di mammelle.

## Biologia
Si tratta di piccoli primati arboricoli e notturni, che tendono a spostarsi da un ramo all'altro attraverso lunghi balzi, agevolati dalle lunghe zampe posteriori. La loro dieta è prevalentemente insettivora, ma all'occorrenza si cibano anche di piccoli vertebrati, serpenti o uova d'uccello.

## Tassonomia
La posizione filogenetica dei tarsi fra i primati è stata sempre posta in discussione e nel corso degli anni essi sono stati posti prima fra le proscimmie, in seguito nel sottordine monofiletico degli Haplorrhini.
Sino al recente passato alla famiglia Tarsiidae veniva attribuito un unico genere (Tarsius). Una recente revisione (Groves 2010) ha segregato il tarsio delle Filippine e il tarsio malese in generi a sé stanti. In base a tale classificazione, alla famiglia Tarsidae vengono pertanto attribuiti tre generi con le seguenti specie e sottospecie:
- Genere Carlito Groves & Shekelle, 2010
  - Carlito syrichta (Linnaeus, 1758) - tarsio delle Filippine
    - Carlito syrichta syrichta
    - Carlito syrichta fraterculus
    - Carlito syrichta carbonarius
- Genere Cephalopachus Swainson, 1835
  - Cephalopachus bancanus (Horsfield, 1824) - tarsio malese
    - Cephalopachus bancanus bancanus
    - Cephalopachus bancanus natunensis
    - Cephalopachus bancanus boreanus
    - Cephalopachus bancanus saltator
- Genere Tarsius Storr, 1780
  - Tarsius dentatus Miller and Hollister, 1921 - tarsio di Diana
  - Tarsius fuscus Fischer, 1804 - tarsio marrone
  - Tarsius lariang Merker and Groves, 2006 - tarsio di Lariang
  - Tarsius pelengensis Sody, 1949 - tarsio di Peleng
  - Tarsius pumilus Miller and Hollister, 1921 - tarsio pigmeo
  - Tarsius sangirensis Meyer, 1897 - tarsio di Sangihe
  - Tarsius tarsier (Erxleben, 1777) - tarsio spettro o maki folletto
  - Tarsius tumpara Shekelle et al., 2008 - tarsio dell'Isola di Siau o tarsio sorridente
  - Tarsius wallacei Merker et al., 2010 - tarsio di Wallace

Sulla base delle differenze bioacustiche dei richiami notturni registrati si ritiene che dalle popolazioni attualmente attribuite a Tarsius tarsier possano in futuro emergere nuove specie non ancora classificate.

## Distribuzione e habitat
I tre generi attualmente accettati hanno differente distribuzione geografica: il genere Carlito è esclusivo delle Filippine, l'areale del genere Tarsius comprende Sulawesi e isole vicine, mentre Cephalopachus è presente in Borneo e a Sumatra.